# Malcolm Nokes
Malcolm Cuthbert Nokes, né le 20 mai 1897 à Edmonton et mort le 22 novembre 1986 à Alton, est un athlète anglais, également maître d'école, soldat, chercheur en sciences. Il a pratiqué le lancer du marteau.

## Biographie
Il a porté les couleurs du Royaume-Uni de Grande-Bretagne et d'Irlande lors des Jeux olympiques d'été de 1924 disputés à Paris (France). Il a obtenu une médaille de bronze au concours masculin de lancer du disque. Il remporte une médaille d'or pour l'Angleterre aux Jeux du Commonwealth de 1930 et 1934.
Il est diplômé du Magdalen College de l'université d'Oxford où il suit des études de chimie et où il écrit une thèse sur la metaphenetidine. MC Nokes est engagé lors de la Première Guerre mondiale au sein de la Royal Artillery dans les tranchées puis comme observateur au sein du Royal Flying Corps. Il est récompensé de la Military Cross pour ses services lors de la grande guerre, devenant MC Nokes MC. Lors de la Seconde Guerre mondiale il est officier dans la Royal Air Force Volunteer Reserve tout en étant maître d'école.
Il enseigne la chimie au Malvern College puis à Harrow School, où il est engagé comme Head of Science. Après il rejoint Harwell puis le laboratoire du Pacte de Bagdad en Iran.

## Palmarès

### Jeux olympiques
- Jeux olympiques 1924 à Paris ( France) 
  -  Médaille de bronze au lancer du marteau